# Artona refulgens
Artona refulgens es una especie de polilla del género Artona, familia Zygaenidae.
Fue descrita científicamente por Hampson en 1892.